# Sportverein Waldhof Mannheim 07 2008-2009
Questa voce raccoglie le informazioni riguardanti lo Sportverein Waldhof Mannheim 07 nelle competizioni ufficiali della stagione 2008-2009.

## Stagione
Nella stagione 2008-2009 il Waldhof Mannheim, allenato da Alexander Conrad, concluse il campionato di Regionalliga sud al 4º posto.

## Rosa
| N. |                     | Ruolo | Calciatore         |
| -- | ------------------- | ----- | ------------------ |
| 1  | Germania (bandiera) | P     | Daniel Tsiflidis   |
| 2  | Germania (bandiera) | D     | Daniel Schommer    |
| 4  | Nigeria (bandiera)  | D     | Adiele Echendu     |
| 5  | Germania (bandiera) | D     | Matthias Örüm      |
| 6  | Germania (bandiera) | C     | Christof Babatz    |
| 7  | Germania (bandiera) | C     | Marco Laping       |
| 8  | Germania (bandiera) | C     | Marco Rummenigge   |
| 8  | Germania (bandiera) | C     | Dennis Weiland     |
| 10 | Germania (bandiera) | C     | Thomas Ollhoff     |
| 11 | Germania (bandiera) | C     | Patrick Bauder     |
| 11 | Albania (bandiera)  | C     | Emin Ismaili       |
| 12 | Germania (bandiera) | C     | Sebastian Gajda    |
| 12 | Germania (bandiera) | C     | Kevin Wittke       |
| 14 | Germania (bandiera) | D     | Patrick Geissinger |
| 15 | Germania (bandiera) | D     | Janis Crone        |
| 17 | Kosovo (bandiera)   | C     | Fitim Fazlija      |
| 19 | Serbia (bandiera)   | A     | Ermin Melunovic    |

| N. |                                 | Ruolo | Calciatore          |
| -- | ------------------------------- | ----- | ------------------- |
| 20 | Germania (bandiera)             | C     | Fisnik Myftari      |
| 21 | Germania (bandiera)             | D     | Rene Schwall        |
| 21 | Germania (bandiera)             | A     | Hans Kyei           |
| 22 | Germania (bandiera)             | C     | Giovanni Speranza   |
| 25 | Germania (bandiera)             | P     | Christopher Strauch |
| 28 | Germania (bandiera)             | A     | Giuseppe Burgio     |
| 30 | Germania (bandiera)             | D     | Marc Socher         |
| 31 | Germania (bandiera)             | D     | Norbert Kirschner   |
| 32 | Italia (bandiera)               | C     | Sandro Inguanta     |
| 36 | Germania (bandiera)             | P     | Andreas Clauß       |
| 47 | Germania (bandiera)             | C     | Nicolas Jüllich     |
|    | Germania (bandiera)             | D     | Christian Katins    |
|    | Germania (bandiera)             | D     | Oliver Malchow      |
|    | Bosnia ed Erzegovina (bandiera) | D     | Dalio Memić         |
|    | Germania (bandiera)             | A     | Patrick Langohr     |
|    | Germania (bandiera)             | A     | Ali Özgün           |

## Organigramma societario
Area tecnica
- Allenatore: Alexander Conrad
- Allenatore in seconda:
- Preparatore dei portieri: Andreas Clauß
- Preparatori atletici:
- Analisi video:

## Calciomercato

### Sessione estiva
| Acquisti | Acquisti            | Acquisti             | Acquisti |
| R.       | Nome                | da                   | Modalità |
| -------- | ------------------- | -------------------- | -------- |
| D        | Yasar Acik          | Amicitia Viernheim   |          |
| A        | Afrim Dinarica      | Waldhof Mannheim U19 |          |
| C        | Fitim Fazlija       | Villingen            |          |
| C        | Sebastian Gajda     | KSV Klein-Karben     |          |
| A        | Kai Herdling        | Hoffenheim           |          |
| C        | Sandro Inguanta     | Waldhof Mannheim U19 |          |
| D        | Dalio Memić         | Hoffenheim U19       |          |
| C        | Marco Rummenigge    | Borussia Dortmund II |          |
| D        | Marc Socher         | Waldhof Mannheim U19 |          |
| P        | Christopher Strauch | Wehen Wiesbaden II   |          |

| Cessioni | Cessioni            | Cessioni            | Cessioni |
| R.       | Nome                | a                   | Modalità |
| -------- | ------------------- | ------------------- | -------- |
| A        | Matteo Monetta      | Oggersheim          |          |
| A        | Afrim Dinarica      | SV Schwetzingen     |          |
| C        | Dominik Groß        | SF Köllerbach       |          |
| D        | Christian Katins    | Waldhof Mannheim II |          |
| P        | Benjamin Kirsten    | Dinamo Dresda       |          |
| A        | Daniel Reule        | Nöttingen           |          |
| C        | Christian Schilling | Floridsdorfer       |          |

### Sessione invernale
| Acquisti | Acquisti        | Acquisti     | Acquisti |
| R.       | Nome            | da           | Modalità |
| -------- | --------------- | ------------ | -------- |
| A        | Patrick Langohr | VfR Mannheim |          |

| Cessioni | Cessioni     | Cessioni     | Cessioni |
| R.       | Nome         | a            | Modalità |
| -------- | ------------ | ------------ | -------- |
| A        | Kai Herdling | Hoffenheim   |          |
| D        | Yasar Acik   | VfR Mannheim |          |

## Risultati

### Regionalliga

#### Girone di andata
| Arbitro: | Dingert |

|                     |           |                                        |
| Herdling 88’ (rig.) | Marcatori | 4’, 48’ Knauer 17’ Manga 20’ Schäffler |

| Arbitro: | Bandurski |

|                    |           |            |
| Ochs 41’ Bauer 61’ | Marcatori | 65’ Wittke |

| Arbitro: | Schmidt |

|                                       |           |                            |
| Melunovic 36’ Speranza 65’ Wittke 79’ | Marcatori | 39’ Dell'Era 74’ Soyudogru |

| Arbitro: | Wingenbach |

|  |           |                |
|  | Marcatori | 36’ Rummenigge |

| Arbitro: | Stark |

|            |           |                                               |
| Anicic 18’ | Marcatori | 37’ Melunovic 42’ Ismaili 62’ (rig.) Herdling |

| Arbitro: | Fleischer |

|                                   |           |                       |
| Herdling 36’ (rig.) Melunovic 54’ | Marcatori | 73’ (rig.) Theuerkauf |

| Arbitro: | Kempter |

|  |           |                                     |
|  | Marcatori | 14’ Babatz 55’ Melunovic 81’ Burgio |

| Arbitro: | Perl |

|            |           |                      |
| Burgio 80’ | Marcatori | 16’, 17’ Schnatterer |

| Arbitro: | Foltyn |

|  |           |                                                                     |
|  | Marcatori | 12’ Ollhoff 23’ Schwall 28’ Rummenigge 45’, 72’ Herdling 88’ Wittke |

| Arbitro: | Kempter |

|                        |           |            |
| Wittke 61’ Jüllich 73’ | Marcatori | 56’ Hübner |

| Arbitro: | Schlott |

|                |           |  |
| Catic 63’, 86’ | Marcatori |  |

| Arbitro: | Karle |

|                     |           |  |
| Herdling 44’ (rig.) | Marcatori |  |

| Arbitro: | Färber |

|                      |           |               |
| Stindl 15’ Röber 27’ | Marcatori | 82’ Melunovic |

| Arbitro: | Winkmann |

|                  |           |           |
| Krämer 2’ (aut.) | Marcatori | 22’ Yalin |

| Arbitro: | Blos |

|  |           |               |
|  | Marcatori | 65’ Melunovic |

| Arbitro: | Valentin |

|                            |           |  |
| Melunovic 50’ Herdling 67’ | Marcatori |  |

| Arbitro: | Walz |

|                        |           |  |
| Heyer 22’ Deptalla 55’ | Marcatori |  |

#### Girone di ritorno
| Arbitro: | Schlutius |

|             |           |                                    |
| Hosiner 34’ | Marcatori | 11’, 67’, 85’ Herdling 68’ Ismaili |

| Arbitro: | Dingert |

|              |           |                   |
| Speranza 50’ | Marcatori | 8’ Ochs 71’ Bauer |

| Arbitro: | Zacher |

|             |           |  |
| Mehring 47’ | Marcatori |  |

| Mannheim 6 marzo 2009, ore 19:00 CET 21ª giornata | Waldhof Mannheim | 0 – 0 referto | Greuther Fürth II | Carl-Benz-Stadion (2 767 spett.)\| Arbitro: \| Fritz \| |
| Arbitro:                                          | Fritz            |               |                   |                                                         |

| Arbitro: | Metzen |

|             |           |             |
| Schwall 37’ | Marcatori | 84’ di Rosa |

| Arbitro: | Bandurski |

|  |           |                          |
|  | Marcatori | 42’ Schwall 44’ Speranza |

| Arbitro: | Aytekin |

|                                |           |  |
| Melunovic 8’ Speranza 13’, 38’ | Marcatori |  |

| Arbitro: | Hartmann |

|                             |           |               |
| Jarosch 2’ Heidenfelder 90’ | Marcatori | 72’ Melunovic |

| Arbitro: | Schüller |

|                           |           |  |
| Melunovic 12’ (rig.), 41’ | Marcatori |  |

| Arbitro: | Brych |

|            |           |            |
| Nguyen 11’ | Marcatori | 75’ Burgio |

| Arbitro: | Münch |

|            |           |  |
| Burgio 31’ | Marcatori |  |

| Arbitro: | Kempter |

|          |           |                          |
| Hain 88’ | Marcatori | 54’ Burgio 70’ Melunovic |

| Arbitro: | Wingenbach |

|                               |           |  |
| Pakel 47’ Kyei 73’ Burgio 83’ | Marcatori |  |

| Arbitro: | Stieler |

|                  |           |           |
| Heckenberger 82’ | Marcatori | 75’ Pakel |

| Arbitro: | Blos |

|                     |           |  |
| Pakel 17’ Gajda 56’ | Marcatori |  |

| Arbitro: | Marx |

|  |           |              |
|  | Marcatori | 43’ Speranza |

| Mannheim 6 giugno 2009, ore 14:00 CEST 34ª giornata | Waldhof Mannheim | 0 – 0 referto | Eintracht Bamberga | Carl-Benz-Stadion (2 755 spett.)\| Arbitro: \| Christ \| |
| Arbitro:                                            | Christ           |               |                    |                                                          |

## Statistiche

### Statistiche di squadra
| Competizione     | Punti | In casa | In casa | In casa | In casa | In casa | In casa | In trasferta | In trasferta | In trasferta | In trasferta | In trasferta | In trasferta | Totale | Totale | Totale | Totale | Totale | Totale | DR  |
| Competizione     | Punti | G       | V       | N       | P       | Gf      | Gs      | G            | V            | N            | P            | Gf           | Gs           | G      | V      | N      | P      | Gf     | Gs     | DR  |
| ---------------- | ----- | ------- | ------- | ------- | ------- | ------- | ------- | ------------ | ------------ | ------------ | ------------ | ------------ | ------------ | ------ | ------ | ------ | ------ | ------ | ------ | --- |
| Regionalliga sud | 63    | 17      | 10      | 4       | 3       | 26      | 14      | 17           | 9            | 2            | 6            | 28           | 16           | 34     | 19     | 6      | 9      | 54     | 30     | +24 |
| Totale           | 63    | 17      | 10      | 4       | 3       | 26      | 14      | 17           | 9            | 2            | 6            | 28           | 16           | 34     | 19     | 6      | 9      | 54     | 30     | +24 |

### Andamento in campionato
| Giornata  | 1  | 2  | 3  | 4 | 5 | 6 | 7 | 8 | 9 | 10 | 11 | 12 | 13 | 14 | 15 | 16 | 17 | 18 | 19 | 20 | 21 | 22 | 23 | 24 | 25 | 26 | 27 | 28 | 29 | 30 | 31 | 32 | 33 | 34 |
| --------- | -- | -- | -- | - | - | - | - | - | - | -- | -- | -- | -- | -- | -- | -- | -- | -- | -- | -- | -- | -- | -- | -- | -- | -- | -- | -- | -- | -- | -- | -- | -- | -- |
| Luogo     | C  | T  | C  | T | T | C | T | C | T | C  | T  | C  | T  | C  | T  | C  | T  | T  | C  | T  | C  | C  | T  | C  | T  | C  | T  | C  | T  | C  | T  | C  | T  | C  |
| Risultato | P  | P  | V  | V | V | V | V | P | V | V  | P  | V  | P  | N  | V  | V  | P  | V  | P  | P  | N  | N  | V  | V  | P  | V  | N  | V  | V  | V  | N  | V  | V  | N  |
| Posizione | 16 | 17 | 13 | 9 | 5 | 4 | 3 | 6 | 2 | 2  | 3  | 3  | 4  | 4  | 2  | 3  | 3  | 3  | 4  | 7  | 7  | 7  | 6  | 6  | 6  | 6  | 6  | 5  | 5  | 5  | 5  | 4  | 4  | 4  |

Legenda:

Luogo: C = Casa; T = Trasferta. Risultato: V = Vittoria; N = Pareggio; P = Sconfitta.

### Statistiche dei giocatori
| C. Babatz     | 23 | 1  | 5 | 0 |
| P. Bauder     | 1  | 0  | 0 | 0 |
| G. Burgio     | 22 | 6  | 0 | 0 |
| A. Clauß      | 0  | 0  | 0 | 0 |
| J. Crone      | 23 | 0  | 3 | 0 |
| A. Echendu    | 31 | 0  | 4 | 0 |
| F. Fazlija    | 18 | 0  | 2 | 1 |
| S. Gajda      | 28 | 1  | 5 | 0 |
| P. Geissinger | 6  | 0  | 0 | 0 |
| K. Herdling   | 14 | 10 | 2 | 1 |
| S. Inguanta   | 0  | 0  | 0 | 0 |
| E. Ismaili    | 29 | 2  | 0 | 0 |
| N. Jüllich    | 20 | 1  | 0 | 0 |
| C. Katins     | 1  | 0  | 0 | 0 |
| N. Kirschner  | 16 | 0  | 0 | 0 |
| H. Kyei       | 6  | 1  | 0 | 0 |
| P. Langohr    | 0  | 0  | 0 | 0 |
| M. Laping     | 19 | 0  | 3 | 1 |
| O. Malchow    | 1  | 0  | 0 | 0 |
| E. Melunovic  | 31 | 12 | 6 | 0 |
| D. Memić      | 2  | 0  | 0 | 0 |
| F. Myftari    | 7  | 0  | 2 | 0 |
| T. Ollhoff    | 2  | 1  | 1 | 0 |
| E. Pakel      | 8  | 3  | 1 | 0 |
| M. Rummenigge | 23 | 2  | 3 | 0 |
| D. Schommer   | 0  | 0  | 0 | 0 |
| R. Schwall    | 32 | 3  | 2 | 0 |
| M. Socher     | 3  | 0  | 1 | 0 |
| G. Speranza   | 28 | 6  | 1 | 0 |
| C. Strauch    | 1  | 0  | 0 | 0 |
| D. Tsiflidis  | 34 | 0  | 1 | 0 |
| D. Weiland    | 0  | 0  | 0 | 0 |
| K. Wittke     | 31 | 4  | 0 | 0 |
| M. Örüm       | 6  | 0  | 1 | 0 |
| A. Özgün      | 5  | 0  | 0 | 0 |